# كارولي بالوتاي
كارولي بالوتاي (بالمجرية: Palotai Károly)‏ (بالمجرية: Károly Palotai)، (مواليد 11 سبتمبر 1935 - 3 فبراير 2018)، لاعب كرة قدم هنغاري سابق، وحكم كرة قدم هنغاري دولي سابق.
لعب مع منتخب هنغاريا لكرة القدم.
حكّم في بطولة كأس العالم لكرة القدم 1982.

## روابط خارجية
- كارولي بالوتاي على موقع الاتحاد الدولي (مؤرشف)  (الإنجليزية)
- كارولي بالوتاي على موقع قاعدة بيانات كرة القدم.إي يو (الإنجليزية)
- كارولي بالوتاي على موقع Soccerway.com (الإنجليزية)
- كارولي بالوتاي على موقع عالم كرة القدم.نت (الإنجليزية)
- كارولي بالوتاي على موقع اللجنة الأولمبية الدولية (الإنجليزية)
- كارولي بالوتاي على موقع أوليمبيديا (الإنجليزية)
- كارولي بالوتاي على موقع اللجنة الأولمبية المجرية (الهنغارية)